# 믈레차
믈레차(산스크리트어: म्लेच्छ)는 이해하기 어려운 언어를 사용하는 사람, 베다 부족과 구별되고 분리된 것으로 간주되는 외국인 또는 침략자를 지칭하는 산스크리트어 용어이다. 베다 브라만 담론에서 이 용어는 브라만교의 영역 밖에 있는 것으로 간주되는 외국인(아나리안)을 지칭하는 데 사용된다.
믈레차는 전통적으로 인종이나 피부색과 상관없이 베다 문화 환경에 속하지 않는 외국인이나 외부인을 지칭하는 데 사용되었다. 이들은 바르나 (힌두교) 체계와 베다 사회의 의례적 틀 밖에 있는 것으로 간주되었다. 역사적 자료들은 사카, 후나족, 치나족, 야바나, 캄보자, 팔라바, 바흘리카, 리시카, 다라다 등 다양한 집단을 믈레차로 식별한다. 믈레차로 지정된 다른 집단으로는 바르바라, 키라타, 파라다, 사카-그리스인, 인도-그리스인, 풀린다, 스키타이족 등이 있다. 추가적으로 월지, 키나라, 투샤라, 니샤다 등이 포함된다. 이 명칭은 튀르크족, 구자르, 몽골인, 로마인, 발루치인, 그리고 아랍인과 같은 집단으로도 확장된다.

## 어원
산스크리트어 믈레차는 표준 인도유럽어족 어원을 가지고 있지 않으며 이란어군에 상응하는 단어도 없다. 그러나 중세 인도아리아어군에 동족어가 있는데, 팔리어의 밀락카(milakkha), 그리고 프라크리트어의 믈리차(mliccha)가 있으며, 후자에서 신드어의 밀리스(milis), 펀자브어의 밀레치(milech), 카슈미르어의 브리춘(brichun, 울거나 한탄하다), 서파하리어의 멜레치(melech, 더러운), 오리야어의 믈레차(mḷecha), 벵골어의 먀로치(myaloch, 더러운)가 파생되었다. 산스크리트어 단어는 기원전 700년경으로 거슬러 올라가는 후기 베다 텍스트인 샤타파타 브라마나에서 동사 mlecchati로 처음 나타난다. 이는 불분명하거나 야만적으로 말하는 것을 의미하는 것으로 해석된다. 브라만은 이러한 방식으로 말하는 것이 금지된다.
믈레차가 인도유럽어족 어원을 가지고 있지 않기 때문에 학자들은 이 단어가 인도 내 비아리아인 집단의 자칭이었을 것이라고 추론한다. 서쪽에 있는 믈레차 데사(믈레차의 나라)에 대한 지리적 참조를 바탕으로 이 용어는 수메르어 텍스트에서 멜루하로 알려진 인더스 사람들과 동일시된다. 아스코 파르폴라는 "멜루하"에 대해 드라비다어족에서 파생된 어원인 멜-아캄("높은 나라"를 의미하며, 인더스 문명의 발상지인 발루치스탄과의 어원적 연관성 및 참조 가능성)을 제안했다. 프랭클린 사우스워스는 믈레차가 '말하다' 또는 '누군가의 말'을 의미하는 '미지(mizi)'에서 유래했으며, 이는 언어를 뜻하는 드라비다조어에서 파생되었다고 주장한다.
상좌부 불교에서 사용되는 고대 프라크리트어인 팔리어는 밀라크카(milakkha)라는 용어를 사용한다. 또한 드라마 프라크리트어에서 차용한 밀라크후(milakkhu)도 사용한다.

## 언어
믈레차라는 이름에 대한 일부 설명은 이 단어가 인도아리아인이 토착민의 언어를 인식하는 방식에서 파생되었다고 제안한다. 즉, '믈레흐(mlech)'는 '불분명하게 말하다'를 의미하는 단어였다. 따라서 일부 학자들은 인도아리아인이 이질적인 언어의 거친 소리를 모방하고 이해할 수 없음을 나타내기 위해 의성어를 사용했으며, 그 결과 믈레차가 되었다고 주장한다.
초기 인도아리아인들은 산스크리트어를 사용했으며, 이는 다양한 지역의 현대 산스크리트어 파생 언어로 발전했다. 산스크리트어는 의사소통에 필요한 모든 소리를 포함한다고 여겨졌다. 따라서 초기 인도아리아인들은 다른 언어를 이질적인 언어인 믈레차 바샤(mleccha bhasha)로 일축했다. 산스크리트어 단어 자체가 시사하듯이, 믈레차는 언어가 이질적인 사람들이었다. 올바른 언어는 적절한 야즈나(종교 의식과 희생)에 참여할 수 있는 중요한 요소였다. 따라서 올바른 언어가 없이는 올바른 종교를 실천할 수 없었다.
아리아라는 개념은 효과적인 의례 찬가를 수행하기 위해 산스크리트어 지식을 시사했으며, 이는 언어의 중요성을 시사한다. 파라셔(Parasher)는 브라만교의 종교에서 희생과 의례를 수행하기 위해 올바른 언어를 아는 것의 중요성을 논한다. 파라셔는 계속해서 "희생 의례의 최고 전문가들은 의심할 여지 없이 인도아리아 사회 체계 내에서 계층적으로 위치한 다양한 브라만 가문들이었으며, 이들은 순수하고 최고의 언어를 지지하게 되었다"고 말했다.
역사학자들은 초기 인도아리아인들이 산스크리트어를 다른 모든 형태의 언어보다 우월한 언어로 믿었다는 점에 주목한다. 따라서 믈레차 또는 야만인의 언어는 다음 중 하나를 의미한다고 말할 수 있다.
1. 반드시 이질적인 언어가 아니라, 적대적이거나 저속했기 때문에 부적절했던 사람 또는 사람들의 언어
2. 잘못 발음되어 따라서 이해할 수 없었던 언어, 그리고 여기서는 아마도 산스크리트어일 가능성이 높다.
3. 마지막으로, 당연히 이해할 수 없는 모든 외국어.[33]

## 영토
역사학자들은 고대 인도에서 외국인, 즉 인도 아대륙 밖에 사는 사람들에 대한 개념은 종종 야만인이라는 생각과 함께 나타났다고 말한다. 그럼에도 불구하고, 이 지역 밖에서 온 집단뿐만 아니라 외국인들도 믈레차라는 용어로 지정되었으며, 이는 야만적 함의를 지니고 있었다.
따라서 믈레차와 비믈레차를 구별하는 또 다른 기준은 거주 지역이었다. 그들은 소수 집단으로 간주되었지만, 믈레차 데사(아리아인들의 땅과 그들의 땅을 분리하는 자연 국경)로 특징 지어진 지역은 영구적이지 않았다. 대신, 그 지역은 아리아바르타에 대한 변화하는 생각에 따라 정의되었다. 파라셔는 믈레차 데사로 지칭된 유일하게 일관된 지역은 원시 부족이 거주하는 지역으로, 이들은 오랫동안 브라만교, 불교 또는 자이나교의 영향 아래 있지 않았다고 언급했다.
아리아인의 영토는 시간이 지남에 따라 확장되었지만, 모든 땅에 대한 개념은 순수함이었다. 베다 문헌은 인도아리아인들에게 익숙한 장소와 영토만을 언급하므로, 이 땅들은 결국 아리아바르타의 일부가 되었다. 따라서 파라셔는 아리아바르타가 사라스바티강이 사라지는 펀자브의 파티알라구 지역으로 지정되었다고 지적한다. 파리야트라산은 빈디아산맥에 속하며, 아마도 말와의 언덕일 것이다. 칼라카바나는 프라야그라지 근처의 한 지역과 동일시된다. 그러나 아리아바르타에 대한 다른 해석은 검은 영양이 돌아다니는 지역을 언급하는데, 이 지역들은 희생을 수행하기에 적합하기 때문이다. 초기 베다 문헌은 아리아인의 거주 지역을 정의하는 데 중점을 두었는데, 이 땅은 순수하다고 여겨졌기 때문이다. 그러나 믈레차의 나라나 행동에 대한 실제적인 언급은 없다. 그러나 영토가 어디든, 그러한 땅을 아리아바르타로 명명하는 것은 그 지역에서 제외된 모든 땅이 불순하다고 간주된다는 함의를 가진다.
더 나아가, 베다 시대의 인도인들이 인도 아대륙 밖의 사람들, 즉 페르시아인들과 실제로 접촉했다는 증거가 있다. 이 시기(기원전 522~486년)에 인더스강 유역을 지배했던 아케메네스 페르시아 제국은 믈레차로 지정되지 않았는데, 아마도 브라만 생활 방식에 간섭하지 않았기 때문일 것이다.
후기 베다 문헌은 서부 아나바 부족들을 믈레차로 지칭하며, 그들이 북부 펀자브, 신드, 동부 라지푸타나에 거주했다고 말한다. 북부의 부족들은 간다라, 카슈미라, 캄보자, 카사와 같이 국경 지역에 위치했기 때문에 그들의 언어와 문화가 아리아바르타의 것과 오염되어 달랐거나, 혹은 남부 인도와 같이 한때 아리아인이었지만 베다 의례를 버렸기 때문에 믈레차 지위를 부여받았다.

## 문화적 행동
믈레차라는 단어는 고대 인도아리아인들이 전통적인 가치 체계를 따르지 않는 사람들을 분류하는 방식으로 등장했는데, 이 체계의 특징은 모호했다. 요컨대, 믈레차는 문화적으로 용납되는 것에 따르지 않는 사람들이라는 생각이었다.

### 믈레차와의 관계
초기 기록들은 이 외국인들을 반문명화되고, 개종하지 않았으며, 부적절한 시간에 일어나거나 식사하는 사람들로 묘사한다. 그들은 승려와 수녀가 위험하기 때문에 특정 거주지를 피해야 한다고 언급했다. 즉, 무지한 대중이 그들을 적대적인 마을의 스파이로 오인하여 때리거나 괴롭히거나 강탈할 수 있기 때문이다. 또한, 자이나교 신자들과 같이 이 비믈레차인들 중 일부는 숲 부족 사람들과 접촉했지만, 그들은 자동으로 믈레차로 지정되었다. 이것은 정착된 농업 및 도시 생활 방식의 규범에 자부심을 가진 평야 지역 사람들의 일반적인 태도였다.
역사학자들은 또한 특정 관습의 유효성, 즉 순수성을 결정하는 체계가 있었고, 이는 궁극적으로 힌두교 사제에 의해 판단될 것이라는 점에 주목한다. 따라서 브라만 체계의 구성원들이 믈레차 관습이나 의례를 따르지 않도록 하기 위해, 순수함과 불순함을 정의하는 복잡한 규칙, 행동의 법칙, 그리고 의례와 관습이 마련되어 있었다. 즉, 이 조언자들은 브라만 체계의 사람들이 믈레차 관습이나 의례를 따르지 않도록 매우 조심했다.
이름의 산스크리트화는 토착 및 외국 믈레차 모두에게 흔한 현상이었는데, 그들은 점차 믈레차 지위에서 벗어나려 했다. 지배 가문의 경우, 전환에는 종종 한두 세대가 걸렸다. 브라만 의례 순수성의 가장 직접적인 표현 형태 중 하나는 브라만이 먹을 수 있는 음식의 형태와 종류였다. 그는 어떤 부정한 사람으로부터도 조리된 음식을 받는 것이 금지되었다. 따라서 펀자브 지역이 무슬림에게 정복된 믈레차 지역이 되었을 때, 주식은 음식 순위에서 낮은 위치를 차지하게 되었다. 12세기에는 밀이 한 사전에서 믈레차의 음식으로 묘사되었고, 쌀은 순수한 곡물이 되었다. 양파와 마늘 또한 믈레차의 음식으로 간주되어 브라만의 성직 지식 계급에게는 금지되었다. 믈레차는 술을 마시고, 쇠고기를 먹었는데, 이는 힌두 정통파 추종자에게는 엄격히 금지되었으며, 인도 아대륙에는 이질적인 영적 관행을 따랐다.

## 믈레차를 묘사한 문헌
마하바라타에서는 일부 믈레차 전사들이 머리를 완전히 삭발하거나 반삭발하거나 얽힌 머리카락으로 덮여 있고, 습관이 불결하며, 얼굴과 코가 비뚤어진 것으로 묘사된다. 그들은 언덕에 사는 주민이며 산 동굴의 거주자이다. 믈레차는 바시슈타의 인도 소 (신성한 소)의 꼬리에서 태어났으며, 사나운 눈을 가지고 있고, 타격에 능하며, 죽음의 사자처럼 보이며, 모두 아수라의 속임수를 잘 알고 있었다.
스와미 파르메슈와라난드(Swami Parmeshwaranand)는 믈레차 부족이 비슈바미트라와 바시슈타 사이에 싸움이 있을 때 바시슈타가 제사용으로 기르던 천상의 소 난디니의 꼬리에서 태어났다고 말한다. 마하바라타는 그들에 대해 다음과 같은 정보를 제공한다.
- 천상의 소 난디니의 꼬리에서 튀어나온 믈레차는 비슈바미트라의 군대를 공포에 질려 도망치게 했다.
- 바가닷타는 믈레차의 왕이었다.
- 비마, 나쿨라, 사하데바와 같은 판다바는 한때 그들을 물리쳤다.
- 카르나는 세계 정복 캠페인 동안 많은 믈레차 국가를 정복했다.
- 유디슈티라의 야가-샬라에 남아 있던 재산은 브라만에게 선물로 분배된 후 믈레차에 의해 빼앗겼다.
- 믈레차는 화난 전투 코끼리를 판다바의 군대에 몰아붙였다.
- 이는 믈레차가 판다바에게 적대적이었음을 보여준다.[47][48]

이 용어는 베다에는 기록되어 있지 않지만, 후기 베다 텍스트인 샤타파타 브라마나에 처음 나타난다. 바우다야나수트라는 믈레차를 쇠고기를 먹거나 자기 모순적인 진술에 탐닉하거나 의로움과 행동의 순수함이 없는 사람으로 정의한다.
차이타냐 마하프라부와 같은 중세 인도 힌두 문헌에서도 이 용어를 다른 종교, 특히 무슬림의 더 큰 집단을 지칭하는 데 사용한다. 중세 인도의 외국인 방문객인 비루니 (1048년 사망)는 외국인들이 불결하거나 믈레차로 간주되었으며 힌두인은 그들과의 사회적 또는 혼인 관계가 금지되었다고 언급했다.
그의 후손 미히라 보야의 괄리오르 비문에 따르면, 구르자라 프라티하라의 왕 나가바타 1세는 믈레차 침략을 격퇴했다. 이 믈레차는 아랍 무슬림 침략자로 식별된다.틀:Citation not found

### 설명주
1. ↑  사우스워스의 타밀어 어원에 대한 연구를 참조하라.

### 참조주
1. ↑  Monier-Williams, Monier. A Sanskrit-English Dictionary. Clarendon Press, 1899, p. 841.
2. ↑  Macdonell, Arthur Anthony. A Practical Sanskrit Dictionary. Longmans, Green, & Co., 1897.
3. ↑  Parasher, Aloka (1979). 《The Designation Mleccha for Foreigners in Early India》. 《Proceedings of the Indian History Congress》 40. 109–120쪽. ISSN 2249-1937. JSTOR 44141948. 2022년 2월 5일에 원본 문서에서 보존된 문서. 2022년 2월 5일에 확인함. Mlecchas as a reference group in early India included certain outsiders who did not conform to the values and ideas and consequently to the norms of the society accepted by vedic people.
4. ↑  “mlechchha | ancient Indian class {”. 《www.britannica.com》 (영어). 2022년 1월 13일에 확인함.
5. ↑  Witzel, Michael. “The Development of the Vedic Canon and Its Schools: The Social and Political Milieu.” In: Inside the Texts, Beyond the Texts: New Approaches to the Study of the Vedas. Harvard Oriental Series, 1997.
6. ↑  Parpola, Asko. The Roots of Hinduism: The Early Aryans and the Indus Civilization. Oxford University Press, 2015.
7. ↑  Dandekar, R. N. Vedic Bibliography, Volume 1. Ramakrishna Publishing House, 1947.
8. ↑  “mleccha”. 《Oxford Reference》 (영어). 2024년 7월 4일에 확인함.
9. ↑  Thapar, Romila (1978). 《Ancient Indian Social History: Some Interpretations》. Orient BlackSwan. 62–64쪽. ISBN 9788125008088. Mleccha was a designation used for those outside the cultural norms of the Vedic people, irrespective of their ethnicity or color.
10. ↑  Parasher, Aloka (1979). 《The Designation Mleccha for Foreigners in Early India》. 《Proceedings of the Indian History Congress》 40. 109–120쪽. 2025년 1월 16일에 확인함.
11. ↑  Monier-Williams, Monier. A Sanskrit-English Dictionary. Clarendon Press, 1899, p. 841.
12. ↑  National geographer, 1977, p 60, Allahabad Geographical Society – History.
13. ↑  Mahabharata 6.51, 6.118, 7.20, 7.90, 7.116, 7.118, 8.73 etc
14. ↑  Truschke, Audrey (2021). 《The Language Of History: Sanskrit Narratives Of A Muslim Past》. Penguin Random House India Private Limited. ISBN 978-93-5305-000-9. 2024년 5월 5일에 확인함.
15. ↑  "Language multiplicity and ancient races in India"
16. ↑  “Kinnara Kingdom: 1 definition”. 2015년 1월 31일. 2023년 3월 8일에 원본 문서에서 보존된 문서. 2024년 4월 26일에 확인함.
17. ↑  MBH 12.65.13–15
18. ↑  Sharma, R. S. (1993). 《Indian Society: Historical Probings》. People's Publishing House. ISBN 978-81-7007-176-1. 2024년 4월 26일에 원본 문서에서 보존된 문서. 2024년 4월 26일에 확인함.
19. ↑  Bhandarkar 1929, 30쪽.
20. 1 2  Thapar, Romila (1978년 1월 1일). 《Ancient Indian Social History: Some Interpretations》 (영어). Orient Blackswan. ISBN 9788125008088.
21. ↑  Parpola & Parpola (1975), 208–209쪽.
22. 1 2  Witzel (1999), 25쪽.
23. ↑  Parpola & Parpola (1975), 213쪽.
24. ↑  Witzel (1999), 25쪽; Parpola & Parpola (1975)
25. ↑  Parpola & Parpola (1975).
26. ↑  Witzel (1999).
27. ↑  Southworth, Franklin C. (1998), “On the Origin of the word tamiz”, 《International Journal of Dravidial Linguistics》 27 (1): 129–132
28. ↑  Southworth, Franklin (2004), 《Linguistic Archaeology of South Asia》, Routledge, 74쪽, ISBN 978-1-134-31777-6, 2022년 4월 17일에 원본 문서에서 보존된 문서, 2021년 2월 12일에 확인함
29. ↑  “Archived copy”. 《Pali-English Dictionary》. Pali Text Society. 2021년 2월 27일에 원본 문서에서 보존된 문서. 2015년 7월 24일에 확인함.
30. ↑  Thapar (1971), 409–410쪽.
31. ↑  Thapar (1971), 408–409쪽.
32. ↑  Parasher (1991), 48–49쪽.
33. ↑  Parasher (1991), 80–81쪽.
34. ↑  Parasher-Sen, Aloka (2004). 《Subordinate and Marginal Groups in Early India》. Oxford: Oxford University Press. 276–277쪽.
35. ↑  Parasher (1991), 90쪽.
36. ↑  Parasher (1991), 94–96쪽.
37. ↑  Parasher-Sen, Aloka (2004). 《Subordinate and Marginal Groups in Early India》. Oxford: Oxford University Press. 279쪽.
38. ↑  Grierson 1916, 17쪽.
39. ↑  Saksena 2019, 108–109쪽.
40. ↑  Thapar, Romila (1978). 《Ancient Indian Social History: Some Interpretations》. Orient Blackswan. 279쪽. ISBN 978-81-250-0808-8.
41. ↑  Parasher (1991), 76–77쪽.
42. ↑  Parasher (1991), 101–102쪽.
43. ↑  Parasher (1991), 114쪽.
44. ↑  Ancient Indian Social History: Some Interpretations By 로밀라 타파르
45. ↑  "Mlecchas in early India: a study in attitudes towards outsiders up to AD 600
46. ↑  Mahabharata, Drona Parva, Section 92 보관됨 29 9월 2007 - 웨이백 머신.
47. ↑  Encyclopaedic Dictionary of Puranas: (A-C); 2.(D-H); 3.(I-L); 4.(M-R); 5 ... By Swami Parmeshwaranand
48. ↑  Parmeshwaranand, Swami (2001년 1월 1일). 《Encyclopaedic Dictionary of Puranas》 (영어). Sarup & Sons. ISBN 9788176252263.
49. ↑  Pillai, Madhavan Arjunan (1988). 《Ancient Indian History》 (영어). Ashish Publishing House. 36쪽. ISBN 978-81-7024-188-1.
50. ↑  Goshen-Gottstein, Alon (2018년 8월 8일). 《Interreligious Reflections, Six Volume Set: Six Volume Set Constituting Friendship Across Religions (Vol 1), Memory and Hope (Vol 2), Sharing Wisdom (Vol 3), The Crisis of the Holy (Vol 4), The Future of Religious Leadership (Vol 5), and The Religious Other (Vol 6)》 (영어). Wipf and Stock Publishers. ISBN 978-1-5326-7152-4. 2022년 4월 7일에 원본 문서에서 보존된 문서. 2021년 4월 6일에 확인함.
51. ↑  Vedabase 보관됨 16 11월 2007 - 웨이백 머신.
52. ↑  Rizvi, S.A.A. (1987), The wonder that was India, volume II, pages 252–253, Sidgwick and Jackson, London
53. ↑  Baij Nath Puri 1957, 37쪽.

## 참고 문헌
- Baij Nath Puri (1957). 《The History of the Gurjara-Pratiharas》. Delhi: Munshiram Manoharlal. OCLC 2491084.
- Bhandarkar, D. R. (1929). 《Indian Studies No. I: Slow Progress of Islam Power in Ancient India》. 《Annals of the Bhandarkar Oriental Research Institute》 10. 25–44쪽. JSTOR 41682407.
- Parasher, Aloka (1991). 《Mlecchas in Early India: A Study in Attitudes toward Outsiders up to AD 600》. New Delhi: Munshiram Manoharial Publishers Pvt. Ltd. ISBN 978-81-215-0529-1.
- Parpola, Asko; Parpola, Simo (1975), “On the relationship of the Sumerian toponym Meluhha and Sanskrit mleccha”, 《Studia Orientalia》 46: 205–238
- Sharma, Tej Ram (1978). 《Personal and Geographical Names in the Gupta Inscriptions》. Concept Publishing Company  – RYD56P78DL9. 경유.
- Southworth, Franklin (2004), 《Linguistic Archaeology of South Asia》, Routledge, ISBN 978-1-134-31777-6
- Thapar, Romila (October 1971). 《The Image of the Barbarian in Early India》. 《Comparative Studies in Society and History》 13. 409–410쪽. doi:10.1017/s0010417500006393. S2CID 143480731.
- Witzel, Michael (1999), “Substrate Languages in Old Indo-Aryan (Ṛgvedic, Middle and Late Vedic)” (PDF), 《Electronic Journal of Vedic Studies》 5 (1), 2012년 2월 6일에 원본 문서에서 보존된 문서